# 鷹峰山
鷹峰山（ウンボンサン、韓国語: 응봉산）は大韓民国ソウル特別市にある山。標高94メートル。

## 概要
ソウル市内にあって漢江を見下ろせる景観スポットとして、また初日の出スポットとしても知られている。韓国の春の花であるチョウセンレンギョウの群生地としても有名で、毎年3月から4月にかけて山肌が花に覆われる。